# 第122独立空中機動大隊 (ウクライナ空中機動軍)
第122独立空中機動大隊（だい122どくりつくうちゅうきどうだいたい、ウクライナ語: 122-й окремий аеромобільний батальйон）は、ウクライナ空中機動軍の大隊。第81独立空中機動旅団隷下。

## 概要

### ドンバス戦争
2014年10月7日、ドンバス戦争の影響に伴い、第80独立空中機動旅団隷下の第3空中機動大隊を基幹に、ドネツィク州で創設された。
2014年11月から、ドンバス戦争に投入され、東部ドネツィク州の前線に配置された。

### ロシアのウクライナ侵攻

#### 東部・セベロドネツク戦線
2022年2月24日から、ロシアのウクライナ侵攻では、東部ルハーンシク州セヴェロドネツィク地区に配備されたが、7月上旬にリシチャンシクが陥落し、ルハーンシク州全域が制圧された。
2022年11月17日、ウォロディミル・ゼレンスキー大統領から、勇気と勇敢さに対する栄誉賞を授与された。

## ギャラリー

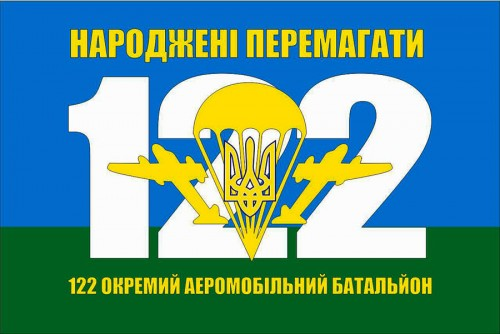

## 編制
- 大隊本部（ドルジュキウカ）
- 第1中隊
- 第2中隊
- 第3中隊
- 迫撃砲中隊
- 防空小隊
- 偵察小隊
- 工兵小隊
- 補給小隊
- 通信小隊
- 衛生班